# Nicholas Hoult
Nicholas Caradoc Hoult (Wokingham, 1989. december 7. –) brit film- és televíziós színész. 
Munkássága nagy költségvetésű produkciók mellékszerepeit és független projektek főszerepeit foglalja magában mind az amerikai, mind a brit filmiparban. Olyan díjakra jelölték, mint a Brit Filmakadémia díja, a Golden Globe-díj és a Screen Actors Guild-díj.

## Élete
Nicholas Caradoc Hoult 1989. december 7-én született az angliai Wokingham-ben, Berkshire megyében. Hoult a harmadik gyerek négy testvére közül. Anyja, zongoratanár, apja pedig pilóta a British Airways-nél. Nick a Sylvia Young Theatre School-ba majd a Ranelagh Church of England School-ba járt, de otthagyta az iskolát, hogy csakis a színész karrierjére koncentrálhasson.

## Karrier
Nicholas nyolcéves kora óta játszik színházban, tévében, filmekben. 1996-ban megkapta első filmes szerepét az Intimate Relations (Intim kapcsolatok) című filmben, de már azelőtt is feltűnt kisebb tévés szerepekben. Első valóban komoly filmszerepe 2002-ben az Egy fiúról című filmben volt, ahol a kis Marcust alakította. Látható volt még ezen kívül a Star című televíziós sorozatban, amiben Bradley Fisher-t, egy 13 éves gyereksztárt alakít.
Hoult legismertebb alakítása a Skins televíziós sorozatban Tony Stonem szerepe. A sorozatban egy sármos, népszerű fiút alakít, aki született vezéregyéniség.
Nick 2009-ben debütált a London's Trafalgar Studios New Boy című darabjában, melyre a jegyek igen gyorsan elkeltek.
Szintén ebben az évben szerepet kapott Tom Ford Egy egyedülálló férfi című filmjében, amely Christopher Isherwood azonos című regénye alapján készült. 2010-ben A titánok harca című fantasyfilmben szerepelt.
2013-ban szerepet kapott Az óriásölő című filmben melynek nagyon nagy sikere volt.

## Filmográfia

### Film

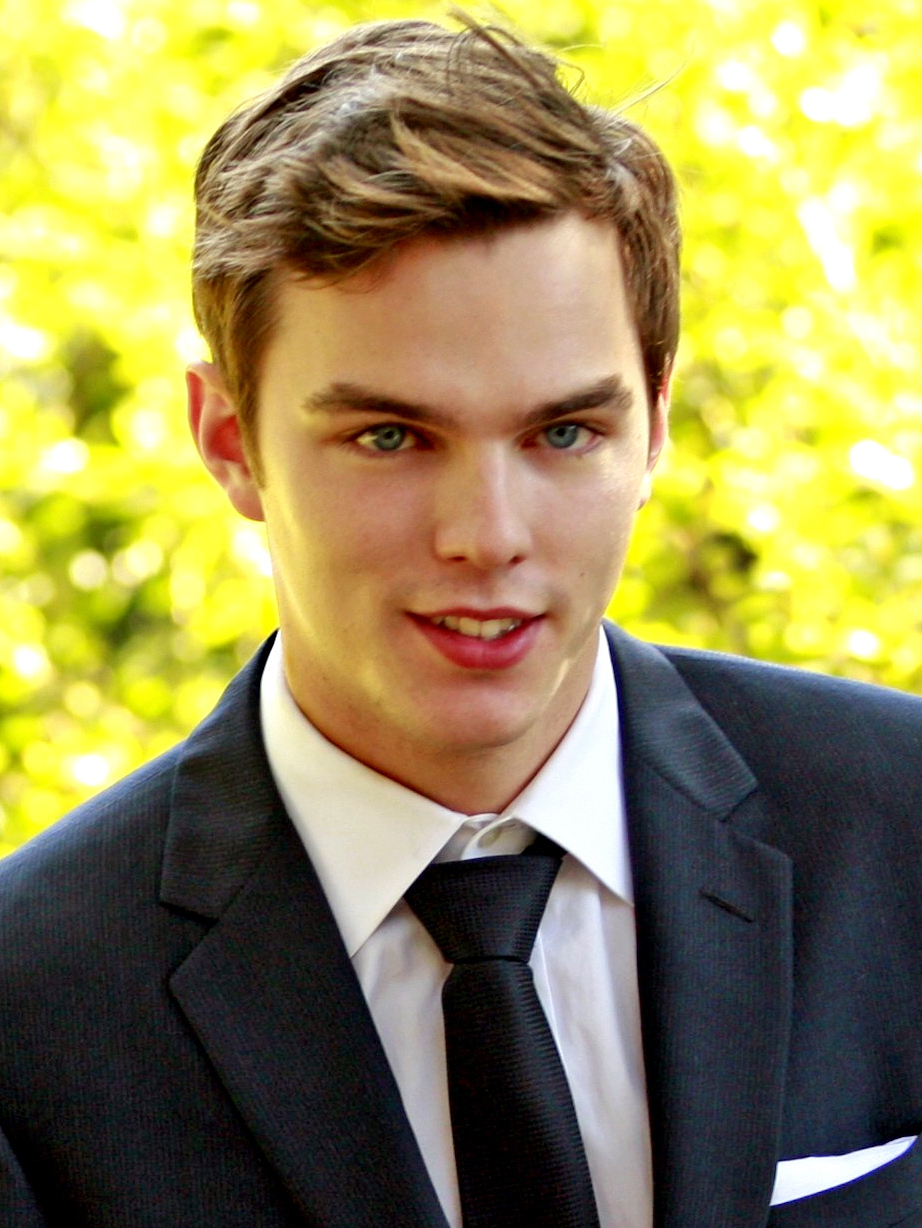
A 2009-es Santa Barbara Nemzetközi Filmfesztiválon

| Év   | Magyar cím                      | Eredeti cím                    | Szerep                      | Magyar hang     | Rendező               |
| ---- | ------------------------------- | ------------------------------ | --------------------------- | --------------- | --------------------- |
| 1996 | Intim kapcsolatok               | Intimate Relations             | Bobby                       |                 | Philip Goodhew        |
| 2002 | Egy fiúról                      | About a Boy                    | Marcus Brewer               | Berkes Bence    | Chris Weitz           |
| 2002 | Egy fiúról                      | About a Boy                    | Marcus Brewer               | Berkes Bence    | Paul Weitz            |
| 2005 | Gyerekkorom Afrikában           | Wah-Wah                        | Ralph Compton               | Gacsal Ádám     | Richard E. Grant      |
| 2005 | Az időjós                       | The Weather Man                | Mike                        | Baradlay Viktor | Gore Verbinski        |
| 2006 | Zűrös kölykök                   | Kidulthood                     | Blake                       |                 | Menhaj Huda           |
| 2009 | Egy egyedülálló férfi           | A Single Man                   | Kenny Potter                | Szatory Dávid   | Tom Ford              |
| 2010 | A titánok harca                 | Clash of the Titans            | Euszebiosz                  | Tokaji Csaba    | Louis Leterrier       |
| 2011 | X-Men: Az elsők                 | X-Men: First Class             | Hank McCoy / Bestia         | Előd Botond     | Matthew Vaughn        |
| 2013 | Az óriásölő                     | Jack the Giant Slayer          | Jack                        | Szatory Dávid   | Bryan Singer (1.)     |
| 2013 | Eleven testek                   | Warm Bodies                    | R                           | Dévai Balázs    | Jonathan Levine       |
| 2014 | X-Men: Az eljövendő múlt napjai | X-Men: Days of Future Past     | Hank McCoy / Bestia         | Előd Botond     | Bryan Singer (2.)     |
| 2014 |                                 | Young Ones                     | Flem Lever                  |                 | Jake Paltrow          |
| 2015 | Sötét helyek                    | Dark Place                     | Lyle Wirth                  | Szatory Dávid   | Gilles Paquet-Brenner |
| 2015 | Mad Max – A harag útja          | Mad Max: Fury Road             | Nux                         | Fehér Tibor     | George Miller         |
| 2015 | Rideg világ                     | Equals                         | Silas                       | Szatory Dávid   | Drake Doremus (1.)    |
| 2015 | Végezz a barátaiddal            | Kill Your Friends              | Steven Stelfox              | Czető Roland    | Owen Harris           |
| 2016 | X-Men: Apokalipszis             | X-Men: Apocalypse              | Hank McCoy / Bestia         | Előd Botond     | Bryan Singer (3.)     |
| 2016 | Ütközés                         | Collide                        | Casey Stein                 | Szabó Máté      | Eran Creevy           |
| 2016 | Csocsó-sztori                   | Underdogs                      | Ász (angol hangja)          | Rajkai Zoltán   | Juan José Campanella  |
| 2017 | Salinger                        | Rebel in the Rye               | J. D. Salinger              | Fehér Tibor     | Danny Strong          |
| 2017 |                                 | Newness                        | Martin Hallock              |                 | Drake Doremus (2.)    |
| 2017 | Homokvár                        | Sand Castle                    | Matt Ocra közlegény         |                 | Fernando Coimbra      |
| 2017 | Feszültség                      | The Current War                | Nikola Tesla                |                 | Alfonso Gomez-Rejon   |
| 2018 | Deadpool 2.                     | Deadpool 2                     | Hank McCoy / Bestia (cameo) | nem szólal meg  | David Leitch          |
| 2018 | A kedvenc                       | The Favourite                  | Robert Harley               | Jéger Zsombor   | Jórgosz Lánthimosz    |
| 2019 | Tolkien                         | Tolkien                        | J. R. R. Tolkien            | Szatory Dávid   | Dome Karukoski        |
| 2019 | X-Men: Sötét Főnix              | X-Men: Dark Phoenix            | Hank McCoy / Bestia         | Előd Botond     | Simon Kinberg         |
| 2019 | A Kelly banda igaz története    | True History of the Kelly Gang | Fitzpatrick                 | Markovics Tamás | Justin Kurzel         |
| 2020 | A pénzember                     | The Banker                     | Matt Steiner                |                 | George Nolfi          |
| 2021 | Akik az életemre törnek         | Those Who Wish Me Dead         | Patrick Blackwell           | Jéger Zsombor   | Taylor Sheridan       |
| 2022 | A menü                          | The Menu                       | Tyler                       | Ágoston Péter   | Mark Mylod            |
| 2023 | Renfield                        | Renfield                       | Renfield                    | Tasnádi Bence   | Chris McKay           |
| 2024 | Garfield                        | Garfield                       | Jon Arbuckle (hangja)       | Ágoston Péter   | Mark Dindal           |
| 2024 |                                 | The Order                      | Bob Mathews                 |                 | Justin Kurzel         |
| 2024 | Kettes számú esküdt             | Juror #2                       | Justin Kemp                 | Ágoston Péter   | Clint Eastwood        |
| 2024 | Nosferatu                       | Nosferatu                      | Thomas Hutter               | Szatory Dávid   | Robert Eggers         |
| 2025 | Superman                        | Superman                       | Lex Luthor                  | Ágoston Péter   | James Gunn            |

### Televízió

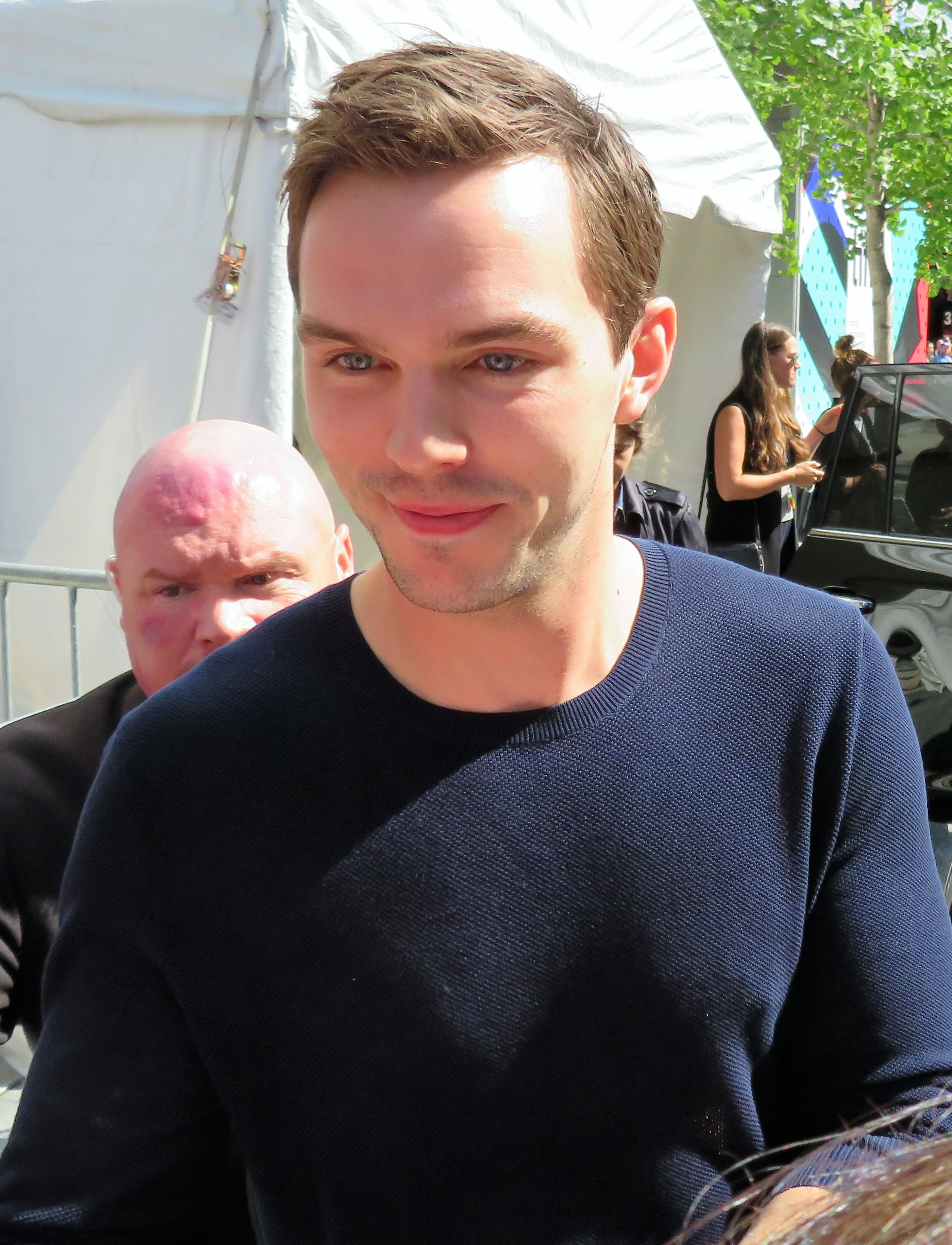
2017-ben

| Év        | Magyar cím                | Eredeti cím                  | Szerep                                   | Megjegyzések                                                |
| --------- | ------------------------- | ---------------------------- | ---------------------------------------- | ----------------------------------------------------------- |
| 1996      | Baleseti sebészet         | Casualty                     | Craig Morrissey                          | 1 epizód                                                    |
| 1997      |                           | Mr White Goes to Westminster | John                                     | tévéfilm                                                    |
| 1998      | A néma szemtanú           | Silent Witness               | Tom Evans                                | 1 epizód                                                    |
| 1999      |                           | The Ruth Rendell Mysteries   | Barry                                    | 1 epizód                                                    |
| 2000      |                           | The Bill                     | Hugh Austin                              | 1 epizód                                                    |
| 2001      | Doktorok                  | Doctors                      | Conor Finch                              | 1 epizód                                                    |
| 2001      | Holby Városi Kórház       | Holby City                   | Oscar Banks                              | 1 epizód                                                    |
| 2001      |                           | Magic Grandad                | Tom                                      | 3 epizód                                                    |
| 2001      | Kísért a múlt             | Waking the Dead              | Max Bryson                               | 2 epizód                                                    |
| 2001      |                           | World of Pub                 | műsorvezető                              | 1 epizód                                                    |
| 2002      |                           | Judge John Deed              | Jason Powell                             | 1 epizód                                                    |
| 2002      | Gyilkos ösztön            | Murder in Mind               | Andrew Wilsher                           | 1 epizód                                                    |
| 2002      |                           | Mystery Hunters              | önmaga                                   | 1 epizód                                                    |
| 2003      |                           | Star                         | Bradley Fisher                           | 7 epizód                                                    |
| 2004      |                           | Keen Eddie                   | Edward Mills                             | 1 epizód                                                    |
| 2007      |                           | Coming Down the Mountain     | David Phillips                           | tévéfilm                                                    |
| 2007–2008 | Skins                     | Skins                        | Tony Stonem                              | - főszereplő (1-2. évad) - magyar hangja: - Markovics Tamás |
| 2008      | Wallander                 | Wallander                    | Stefan Fredman                           | 1 epizód                                                    |
| 2012      | Robotcsirke               | Robot Chicken                | Harry Potter / Amerika Kapitány (hangja) | 1 epizód                                                    |
| 2018      | Gesztenye, a honalapító   | Watership Down               | Fiver (hangja)                           | minisorozat (4 epizód)                                      |
| 2020–2021 |                           | Crossing Swords              | Patrick (hangja)                         | 20 epizód (konzulens producer)                              |
| 2020–2023 | Nagy Katalin – A kezdetek | The Great                    | III. Péter                               | - minisorozat - vezető producer (1 epizód)                  |

### Videóklipek
| Év   | Előadó             | Dal            |
| ---- | ------------------ | -------------- |
| 2010 | The Midnight Beast | Lez Be Friends |

### Videójátékok
| Év   | Cím       | Szerep          |
| ---- | --------- | --------------- |
| 2010 | Fable III | Elliot (hangja) |